# Koło naukowe
Koło naukowe – organizacja zrzeszająca studentów, działająca w obrębie szkoły wyższej, której celem jest działalność naukowa i samokształceniowa jej członków.
Koła naukowe funkcjonują jako grupy nieformalne oraz jako struktury zarejestrowane. O powstaniu uczelnianej organizacji studenckiej jej organ niezwłocznie informuje rektora.
Koła naukowe czasami mają efemeryczny charakter i odznaczają się brakiem ciągłości. Wynika to z faktu stosunkowo krótkiego okresu studiów, dużej indywidualności i samodzielności studentów. Gdy mury uczelni opuszcza bardziej aktywny rocznik, a w danym kole nie ma wystarczająco dużo aktywnych następców, to koło zamiera. Zdarza się jednak, że aktywność koła naukowego jest wieloletnia. Przykładem może być Studenckie Koło Naukowe Historyków Uniwersytetu Łódzkiego, czy Towarzystwo Biblioteki Słuchaczów Prawa Uniwersytetu Jagiellońskiego, działające od 1851.
W niektórych przypadkach, gdy absolwenci starają się utrzymać swoją działalność, koła przekształcają się w typowe organizacje pozarządowe. Przykładem może być PTOP Salamandra (Poznań) czy Komitet Ochrony Orłów (Olsztyn).